# Sowiecka Formuła Junior Sezon 1960
Sowiecka Formuła Junior w sezonie 1960 – była pierwszym sezonem Sowieckiej Formuły Junior. Mistrzem serii został Gieorgij Szaronow (Spartak Leningrad) na Leningradce-Moskwicz.

## Przebieg sezonu
Po wstąpieniu Centralnego Automotoklubu ZSRR do FIA w 1956 roku w Związku Radzieckim dokonano reformy sportów motorowych, która weszła w życie od 1960 roku. Reforma obejmowała m.in. zorganizowanie cyklu mistrzowskiego w miejsce pojedynczego wyścigu o randze mistrzowskiej, jak również powstanie Sowieckiej Formuły 1, Sowieckiej Formuły 3 i Sowieckiej Formuły Junior.
Przepisy Sowieckiej Formuły Junior były inspirowane Formułą Junior – serią powstałą z inicjatywy Giovanniego Luraniego, która z założenia miała być przeznaczona dla młodych kierowców aspirujących do Formuły 1. Początkowo rozgrywano jedynie mistrzostwa Włoch pod nazwą Campionato Italiano, ale w październiku 1958 roku CSI przyznała Formule Junior status serii międzynarodowej. Przepisy dopuszczały stosowanie silników do 1000 cm³ przy masie minimalnej 360 kg bądź silników do 1100 cm³ przy masie minimalnej 400 kg. W przeciwieństwie do tego, ze względu na brak odpowiednich jednostek napędowych w Sowieckiej Formule Junior mogły być używane silniki o pojemności do 1360 cm³ – w praktyce stosowano więc silniki Moskwicza 407 o pojemności 1357 cm³. Samochody zasadniczo były produkowane przez kierowców.
Sezon składał się z dwóch eliminacji: lipcowego Grand Prix Leningradu na torze Newskoje Kolco oraz wrześniowego Grand Prix Tallinna na torze Pirita-Kose-Kloostrimetsa. Grand Prix Leningradu odbywało się na dystansie 31 okrążeń, co równało się 104,16 km. W wyścigu startowało sześciu kierowców. Pole position do wyścigu zdobył Wiaczesław Kosenkow na „profesjonalnym” KWN 1300G. Na trzecim okrążeniu prowadzący Kosenkow wypadł z toru i wycofał się z rywalizacji. Wówczas o prowadzenie zaczęli walczyć Wasilij Rewjakin i Aleksandr Sołomatow. Wkrótce potem trzeci Dmitrij Bannikow wyprzedził Sołomatowa i zaczął naciskać na liderującego Rewjakina. W samochodzie próbującego obronić prowadzenie Rewjakina obluzowało się koło, przez co kierowca ten wycofał się, a zwycięzcą został Bannikow.
W Grand Prix Tallinna startowało czterech zawodników. Dystans wyścigu wynosił 12 okrążeń (102,792). W wyścigu prowadził Dmitrij Bannikow, jednakże kilkaset metrów przed metą zepsuł się jego pojazd. Kierowca bez powodzenia próbował dopchać samochód do mety. Zawody wygrał Wiaczesław Kosenkow przed Wasilijem Rewjakinem i Gieorgijem Szaronowem. Mistrzem serii został Szaronow, który dwukrotnie zajął trzecie miejsce i zdobył dziesięć punktów, o jeden punkt wyprzedzając Bannikowa.

## Kalendarz wyścigów
| Runda | Data          | Tor       | Pole position       | Najszybsze okrążenie              | Zwycięzca (kierowcy) | Zwycięzca (zespoły)   |
| ----- | ------------- | --------- | ------------------- | --------------------------------- | -------------------- | --------------------- |
| 1     | 14–18 lipca   | Leningrad | Wiaczesław Kosenkow | Dmitrij Bannikow Wasilij Rewjakin | Dmitrij Bannikow     | Krasnoje Znamia Mińsk |
| 2     | 8–12 września | Tallinn   | ?                   | Wasilij Rewjakin                  | Wiaczesław Kosenkow  | Spartak Leningrad     |

## Klasyfikacja kierowców
| Legenda oznaczeń w tabelach wyników Wyświetl szablon na nowej stronie | Legenda oznaczeń w tabelach wyników Wyświetl szablon na nowej stronie                                                                     |
| Oznaczenie                                                            | Wyjaśnienie |
| --------------------------------------------------------------------- | --- |
| Złoty                                                                 | Zwycięzca lub mistrzostwo |
| Srebrny                                                               | 2. miejsce lub wicemistrzostwo |
| Brązowy                                                               | 3. miejsce lub II wicemistrzostwo |
| Zielony                                                               | Ukończył, punktował (w klasyfikacji generalnej, gdy zdobył co najmniej jeden punkt na przestrzeni sezonu, poza trzema powyższymi opcjami) |
| Niebieski                                                             | Ukończył, nie punktował (w klasyfikacji generalnej, gdy nie zdobył co najmniej jednego punktu na przestrzeni sezonu)                      |
| Czerwony                                                              | Nie zakwalifikował się (NZ) |
| Czerwony                                                              | Nie prekwalifikował się (NPK) |
| Różowy                                                                | Nie ukończył (NU) |
| Różowy                                                                | Niesklasyfikowany (NS) (w klasyfikacji generalnej, gdy nie został sklasyfikowany w żadnym wyścigu sezonu)                                 |
| Czarny                                                                | Zdyskwalifikowany (DK) |
| Czarny                                                                | Wykluczony (WYK/EX) |
| Biały                                                                 | Nie wystartował (NW) |
| Biały                                                                 | Kontuzjowany (K/INJ) |
| Biały                                                                 | Wyścig odwołany (OD/C) |
| Bez koloru                                                            | Został wycofany (WYC/WD) |
| Bez koloru                                                            | Nie przybył (NP/DNA) |
| Bez koloru                                                            | Nie brał udziału w treningach (NT/DNP) |
| Bez koloru                                                            | Nie został zgłoszony (–) |
| Pogrubienie                                                           | Start z pole position |
| Kursywa                                                               | Najszybsze okrążenie wyścigu |
| †                                                                     | Nie ukończył, ale jego rezultat został zaliczony ze względu na przejechanie więcej niż 90% dystansu wyścigu.                              |
| *                                                                     | Sezon w trakcie |
| 1/2/3                                                                 | Punktowana pozycja w sprincie kwalifikacyjnym                                                                                             |
| Lista systemów punktacji Formuły 1                                    | |

| Poz. | Kierowca            | Zespół                     | LEN | TAL | Punkty |
| ---- | ------------------- | -------------------------- | --- | --- | ------ |
| 1    | Gieorgij Szaronow   | Spartak Leningrad          | 3   | 3   | 10     |
| 2    | Dmitrij Bannikow    | Krasnoje Znamia Mińsk      | 1   | NU  | 9      |
| 3    | Wiaczesław Kosenkow | Spartak Leningrad          | NU  | 1   | 8      |
| 4    | Wasilij Rewjakin    | Sowieckaja Armia Moskwa    | NU  | 2   | 7      |
| 5    | Akim Simkin         | Sowieckaja Armia Leningrad | 2   | –   | 6      |